# 黄道

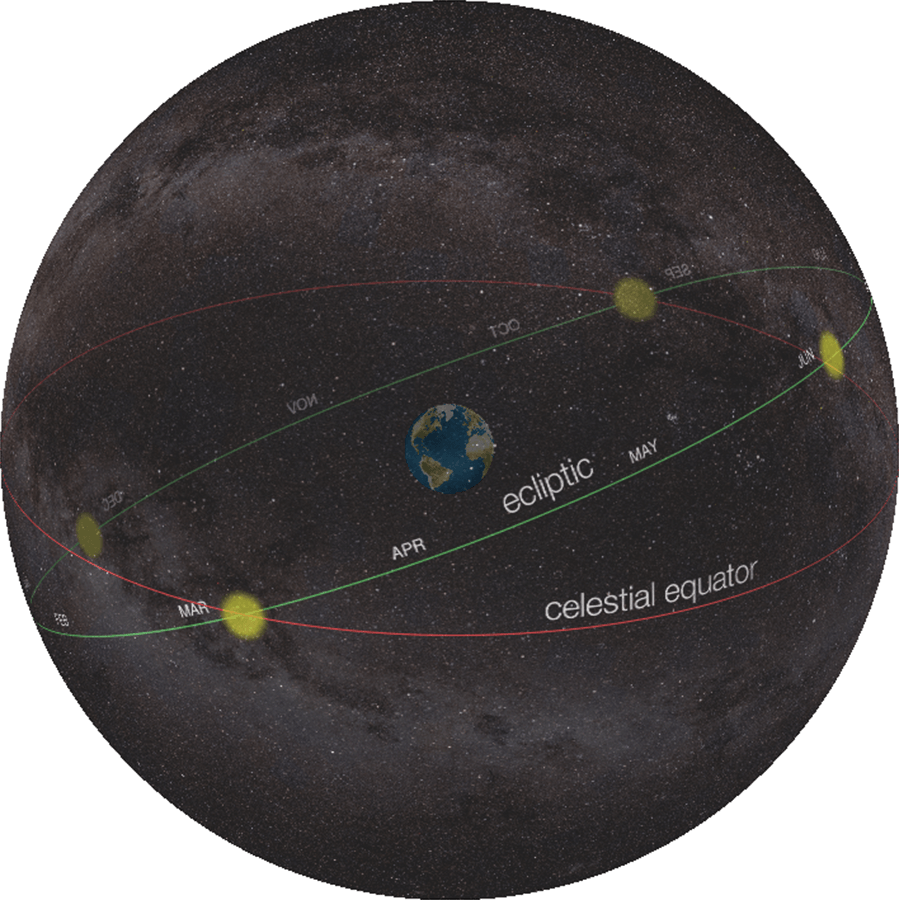
現代の技術で、3D風に天球、天の赤道（＝赤い線）、黄道（＝緑の線）を、簡素に描いたもの。

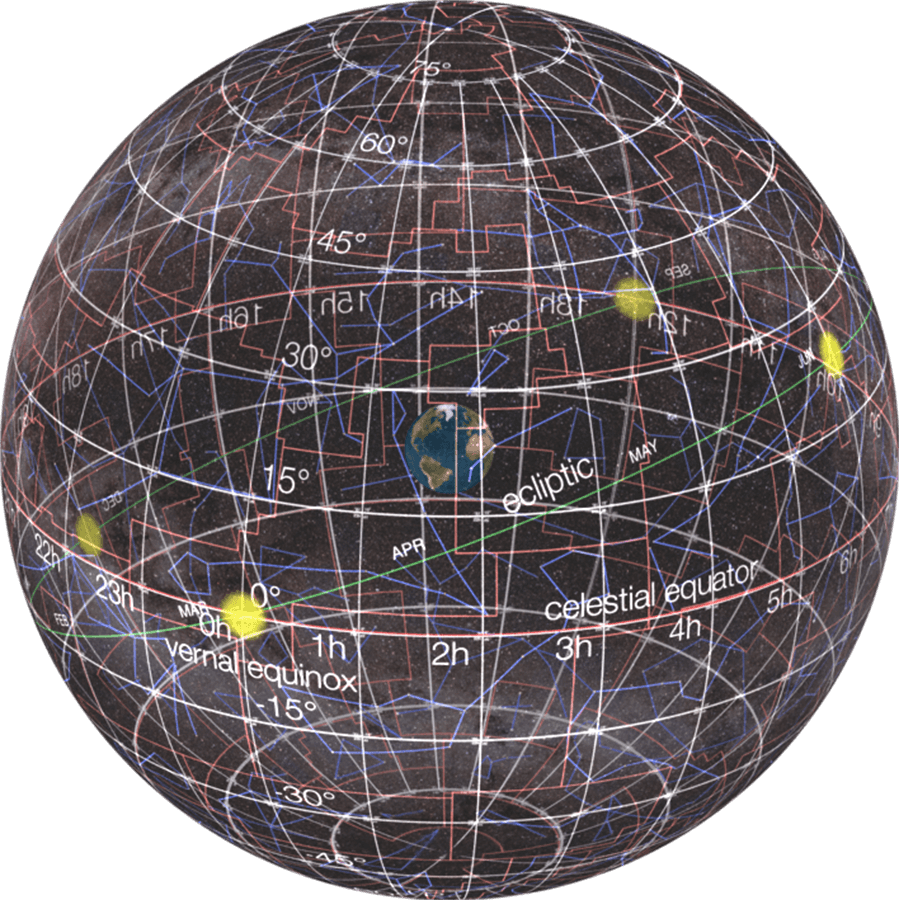
上図にさらに天球上の緯度線・経度線（＝赤道座標）や星座なども加えた上で 黄道を緑の線で描いたもの。

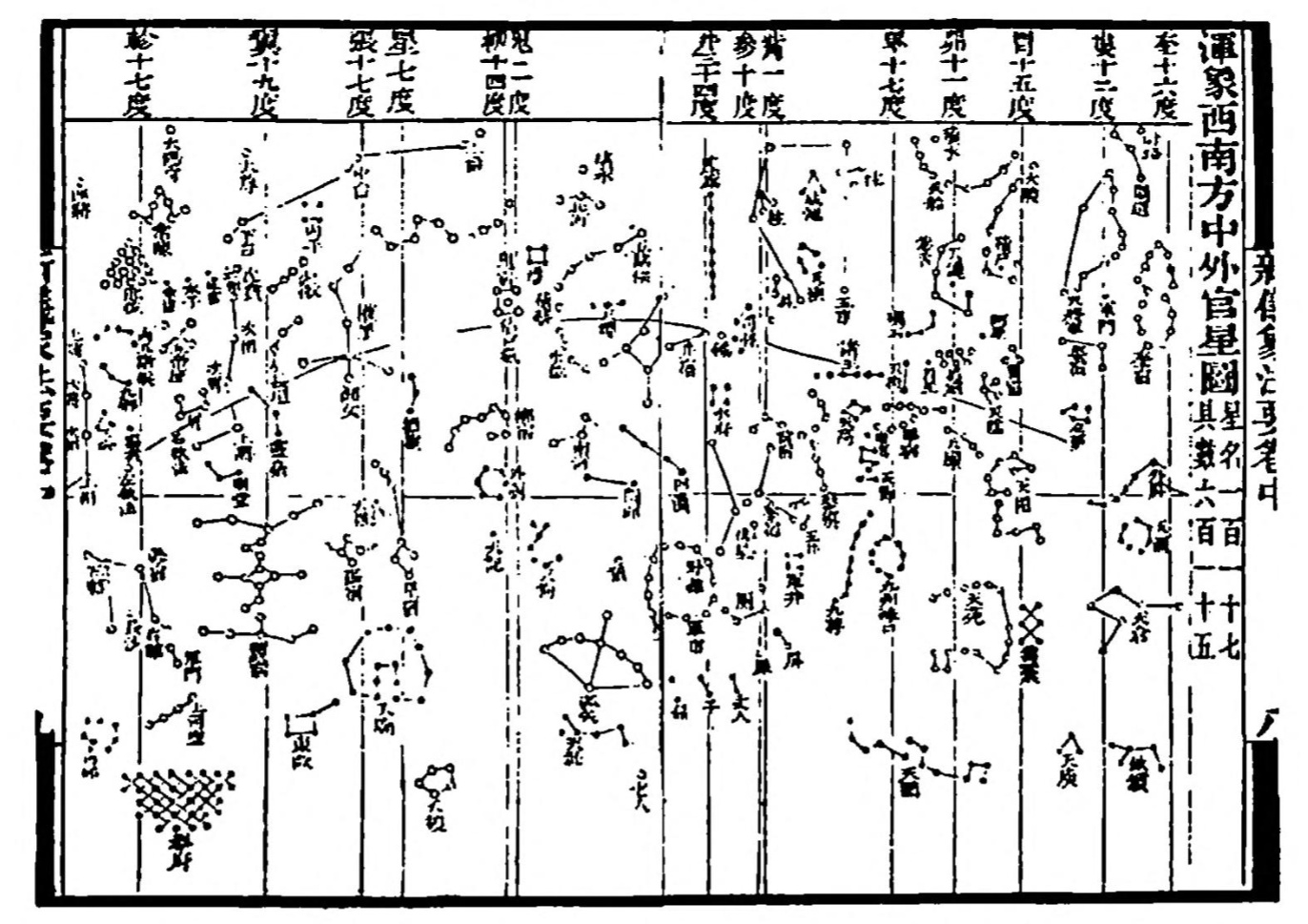
中国の機械学者・天文学者の蘇頌（1020年-1101年)が描いた平面図上の黄道

現代における、平面図上の黄道のプロット（点描、点線）。

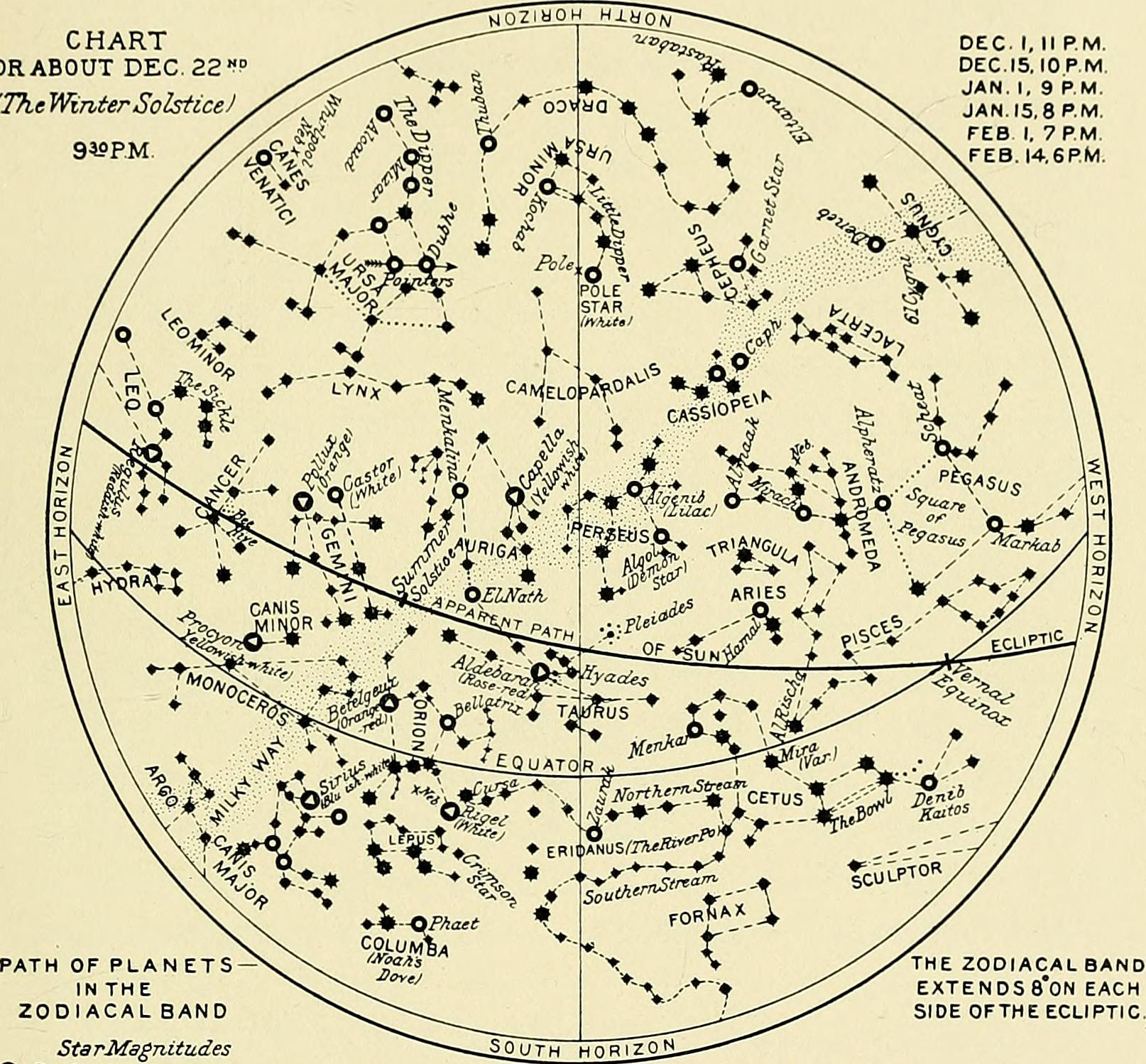
星座図（1919年)の中での黄道。ECLIPTICと書いてある曲線。「APPARENT PATH OF SUN」（太陽の見かけ上の通り道）とも書いてあり、この時代には太陽中心説で理解した上で黄道を位置づけるようになっていたこともわかるもの。

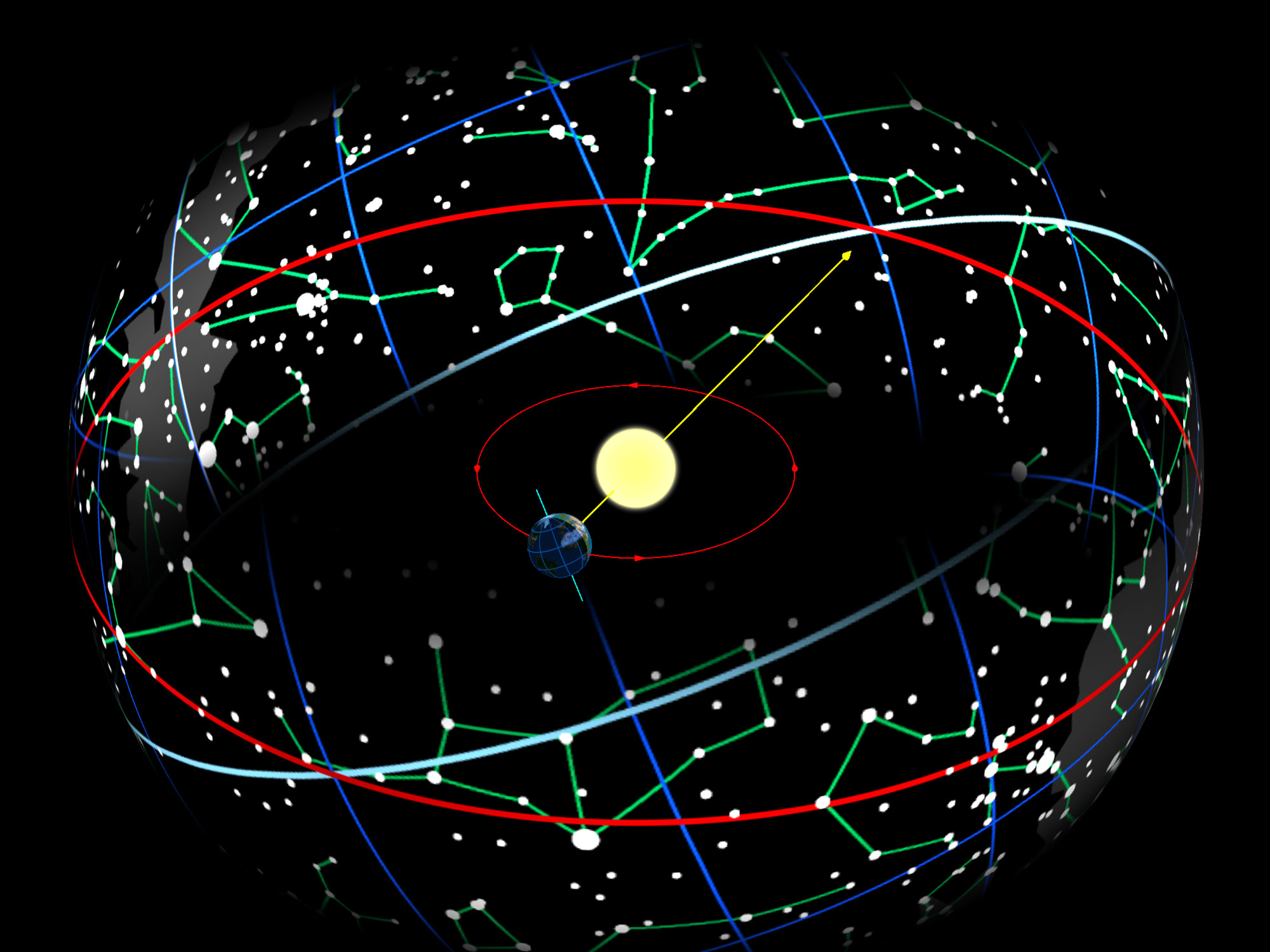
（上図のような図を）現代のコンピュータ技術を用いて3D風に描画してみたもの。

太陽中心説の模型を用いて黄道が現れるしくみを説明した、現代のgif動画。黄色が太陽、青色が地球。地球は太陽を中心としてその周りを公転しているから、結果として地球から見るとあたかも太陽が天球上を一周しているかのように見える、ということを説明している。

黄道（こうどう、英: ecliptic）とは、天球上における太陽の見かけ上の通り道（大円）をいう。

## 概要
地球から見た空を一つの球体とみなし（これを天球と呼ぶ）、諸々の星座を天球の地（じ）と考えると、太陽はこの天球を一年かけて一周するようにみえる。たとえば、1月20日には太陽は山羊座の中に位置して一緒に周っているが（実際には、太陽の光で山羊座は見えない）、1日に約1度ずつ移動し、2月20日には水瓶座の中に、3月20日にはさらに移動して魚座の中に位置して一緒に天を周っているように見える。この一年かけて太陽がゆっくりと星座間を移動する道を黄道という。また、このとき太陽がその中を通っていく12個の星座を黄道十二星座という。
黄道は天の赤道に対して約23度26分傾いている。この角度を黄道傾斜角といい、地球の公転面の垂線に対する地軸の傾きに由来するものである。白道（月の通り道）は、黄道よりさらに5度8分7秒傾いている。
黄道と天の赤道との二つの交点を分点という。このうち、黄道が南から北へ交わる方を春分点（しゅんぶんてん）といい、春分点を起点（0度）として黄道を360度に分けたものが黄経（こうけい）である。もう一つの交点を秋分点（しゅうぶんてん）といい、黄経180度に当たる。
現行の二十四節気は、黄道を15度毎の24分点に分割して定められている（定気法）。
「こうどう」（漢音）とも「おうどう」（呉音）とも読まれているが、文部科学省の学術用語集天文学編では「こうどう」と定められている。